# Bevölkerungsdichte

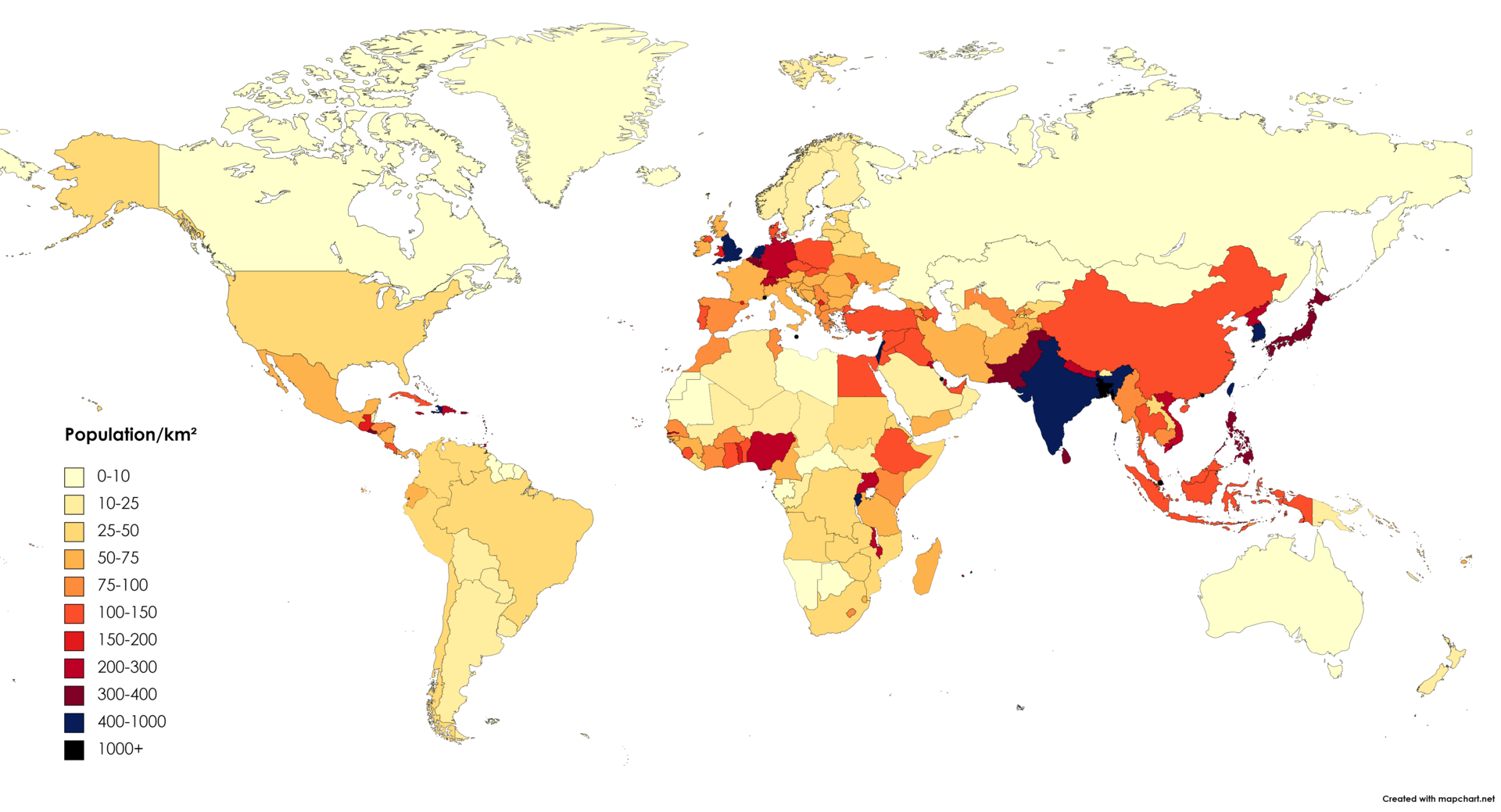
Bevölkerungsdichte (Menschen pro Quadratkilometer) nach Ländern im Jahr 2023

Bevölkerungsdichte (Menschen pro Quadratkilometer) nach Ländern im Jahr 2006

Die Bevölkerungsdichte oder Einwohnerdichte ist eine sozialwissenschaftliche Kennzahl, die die mittlere Anzahl der Einwohner pro Fläche für ein bestimmtes Gebiet (z. B. Staat, Region, Bezirk) angibt, in der Regel in Einwohnern pro Quadratkilometer gemessen. Sie wird errechnet, indem man die Einwohnerzahl eines Gebietes durch die Fläche eines Gebietes teilt. Das Pendant in der Tierwelt ist die Populationsdichte.
Ein etwas abgewandelter Begriff der Bevölkerungsdichte ist die Siedlungsdichte. Sie beschreibt die Einwohnerzahl je Quadratkilometer Siedlungs- und Verkehrsfläche.
Der Kehrwert der Bevölkerungsdichte ist die Arealitätsziffer. Sie bezeichnet die Fläche, die jedem Einwohner durchschnittlich zur Verfügung steht.

## Bevölkerungsdichten in geographischen Einheiten

### Welt
Die mittlere Bevölkerungsdichte der gesamten Landfläche der Erde betrug 2023 rund 61 Einwohner je Quadratkilometer und könnte bis Ende des Jahrhunderts auf durchschnittlich 78,1 EW/km² ansteigen. Von den Kontinenten ist Asien (mit gut 152 EW/Quadratkilometer) der am dichtesten besiedelte, während Australien und Ozeanien (5,4 EW/km²) im weltweiten Vergleich am dünnsten besiedelt ist. In Afrika wird prognostiziert, dass die Anzahl der Einwohner pro km² von gut 50 auf knapp 130 erhöhen wird. Für Nordamerika, mit durchschnittlich 20,3 EW/km², wird eine leichte Erhöhung auf 25,5 EW/km² in Aussicht gestellt. Für Lateinamerika und die Karibik wird mit einem leichten Rückgang von 32,5 auf 30,3 EW/km² gerechnet. In Europa würde die vorausgesagte Bevölkerungsentwicklung von 33,8 (2023) auf 26,8 EW/km² (2100), was ein Bevölkerungsrückgang von 7 % bedeuten würde.

### Staaten
Das Land mit der
- höchsten Bevölkerungsdichte (Stadtstaat): Monaco 18.282 Einwohner je Quadratkilometer (31. Dezember 2020)
- höchsten Bevölkerungsdichte (Flächenstaat): Bangladesch 1.240 Einwohner je Quadratkilometer (2020)
- niedrigsten Bevölkerungsdichte (Region): Nunavut (Nordkanada) 0,02 Einwohner je Quadratkilometer (2016)
- niedrigsten Bevölkerungsdichte (Flächenstaat): Mongolei 2 Einwohner je Quadratkilometer (2019)

Zum Vergleich: Deutschland 232 Einwohner je Quadratkilometer (30. Juni 2021), Österreich 106 Einwohner je Quadratkilometer (1. Jänner 2021), Schweiz 208 Einwohner je Quadratkilometer (31. Dezember 2020), Belgien 376 Einwohner je Quadratkilometer (1. Januar 2020), Niederlande 413 Einwohner je Quadratkilometer (1. Januar 2021). Der mit Abstand am dünnsten besiedelte Kontinent ist Antarktika mit 0,0001 bis 0,0003 Einwohner je Quadratkilometer.

### Städte oder Gliedstaaten

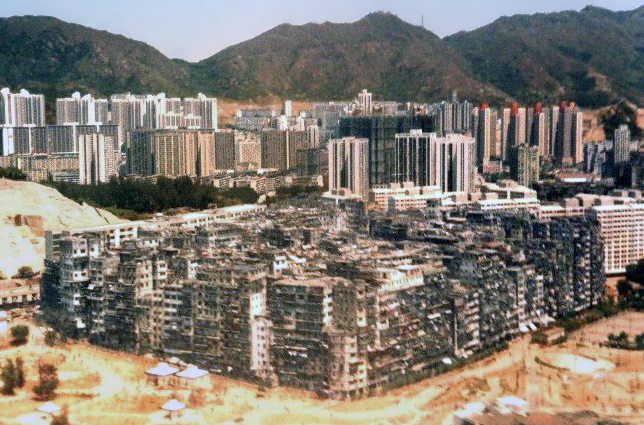
Ehemalige Kowloon Walled City in Hongkong (1989)

Innerhalb der Fläche eines Landes ist die Bevölkerungsdichte höchst unterschiedlich. Die höchsten Bevölkerungsdichten findet man in Städten, und oftmals kann man nochmals um ein Vielfaches höhere Bevölkerungsdichten in einzelnen Stadtteilen finden. Beispielsweise hat Macau (heute Sonderverwaltungszone der Volksrepublik China) bereits eine sehr hohe Dichte von 20.997 Einwohnern pro Quadratkilometer (31. Dezember 2015, Schätzung). Der Stadtteil Santo António innerhalb von Macau hat jedoch noch eine viel höhere: hier kommen fast 124.727 Einwohner auf einen Quadratkilometer.
Die vermutlich höchste jemals erreichte Bevölkerungsdichte der Welt wies die Kowloon Walled City auf der Halbinsel Kowloon auf, ein Stadtteil in Hongkong, der 1993 abgerissen wurde. Hier lebten etwa 33.000 Bewohner auf nur 0,026 Quadratkilometer, was einer Weltrekord-Bevölkerungsdichte von 1.300.000 Einwohnern pro Quadratkilometer entspricht. Das sind pro Einwohner nur 0,8 Quadratmeter. In Europa besitzt die Stadt Levallois-Perret mit 27.908 und Paris mit 20.360 Einwohnern pro Quadratkilometer (jeweils zum 1. Januar 2020) eine sehr hohe Bevölkerungsdichte; das 11. Arrondissement (Popincourt) hat die höchste Dichte von Paris mit 39.317 Einwohnern pro Quadratkilometer (1. Januar 2020). Der dichtestbesiedelte Stadtteil Europas befindet sich in der spanischen Stadt L’Hospitalet de Llobregat, wo im Stadtteil Florida etwa 77.000 Menschen auf einem Quadratkilometer leben.
Die am dichtesten bevölkerte Stadt in Nordamerika ist Guttenberg im US-Bundesstaat New Jersey mit 24.034 Einwohnern pro Quadratkilometer (2020). Das Stadtgebiet am Hudson River gegenüber von Manhattan umfasst nur einen schmalen Uferstreifen, auf dem etwa 11.000 Einwohner leben.
Generell sind die Angaben zur Bevölkerungsdichte von Städten und Gemeinden wenig aussagekräftig, was die tatsächliche Siedlungsdichte betrifft, d. h. wie eng die Menschen zusammenleben. Statistisch interessant wird die Bevölkerungsdichte erst auf der Ebene der Landkreise. Auch außerhalb von städtischen Ballungsgebieten gibt es etwa Städte, die aus historischen Gründen eine relativ kleine Gemarkung (mit wenig landwirtschaftlicher Fläche) haben und daraus folgend eine höhere statistische Bevölkerungsdichte aufweisen – und andere mit großen Ländereien und Wäldern mit entsprechend geringerer Bevölkerungsdichte. Auch die Wohnungsbelegung, das heißt die Anzahl der Personen je Wohnungseinheit, hat einen Einfluss auf die Bevölkerungsdichte. Städte mit vielen Singlehaushalten haben eine tendenziell geringere Einwohnerdichte. Dicht bebaute Wohngebiete ohne größere unbewohnte Gebiete mit eng gefassten Grenzen erreichen leicht Werte von über 10.000 Einwohnern pro Quadratkilometer.

#### Deutschland

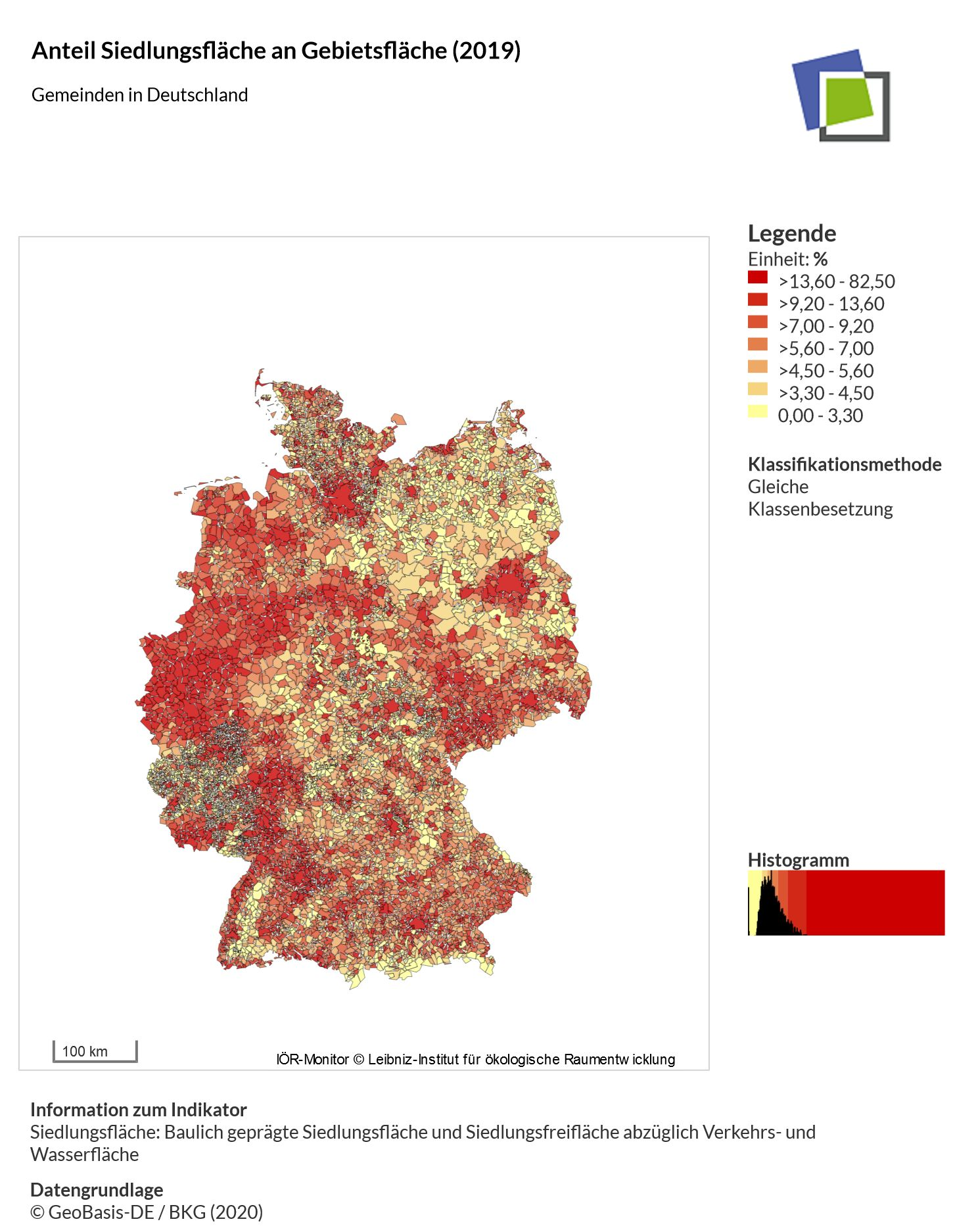
Die Karte des IÖR-Monitor zeigt für das Jahr 2019 die relativ ungleichmäßige Bevölkerungsdichte in Deutschland.

Die statistisch am dichtesten besiedelte Großstadt in Deutschland ist München mit 4844 Einwohnern je Quadratkilometer vor Berlin mit 4110 Einwohnern pro Quadratkilometer, Stuttgart mit 2957 Einwohnern pro Quadratkilometer und Herne im Ruhrgebiet mit 3031 Einwohnern pro Quadratkilometer. Hamburg als zweitgrößte Stadt Deutschlands beherbergt dagegen nur 2455 Einwohner je Quadratkilometer, hat jedoch im Stadtgebiet große Wasser-, Gewerbe- und Hafenflächen und landwirtschaftlich geprägte Stadtteile.
München verdankt seinen Spitzenplatz der recht eng gewählten Stadtgrenze; Hamburg hat durch den Hafen und größere ländliche Gebiete große Flächen, auf denen nur sehr wenige Menschen wohnen, was den Durchschnitt der Bevölkerungsdichte senkt.
Der Münchner Stadtbezirk Schwabing-West hat eine Bevölkerungsdichte von 15.776, der Berliner Ortsteil Friedenau 17.252, der Stadtteil Friedrichstadt in Düsseldorf kommt auf 19.607 und der Hamburger Stadtteil Eimsbüttel kommt auf 17.870 Einwohner pro Quadratkilometer. Einer der am dichtesten besiedelten Stadtteile in Deutschland ist das Westend in Wiesbaden, in dem pro Quadratkilometer – rein rechnerisch – 27.004 Einwohner leben. Tatsächlich leben dort auf 0,67 Quadratkilometern Fläche 18.093 Einwohner.
Der am dichtesten besiedelte Landkreis Deutschlands ist mit 1206 Einwohnern je Quadratkilometer der Kreis Mettmann östlich von Düsseldorf, gefolgt vom hessischen Main-Taunus-Kreis zwischen Wiesbaden und Frankfurt am Main mit 1072 Einwohnern pro Quadratkilometer. Auf Platz drei folgt der ebenfalls hessische Landkreis Offenbach mit 1001 Einwohnern pro Quadratkilometer. Die am dünnsten besiedelten Landkreise Deutschlands sind die Landkreise Prignitz (36 Einwohner pro Quadratkilometer), der Altmarkkreis Salzwedel (35 Einwohner je Quadratkilometer) sowie die Uckermark mit 38 Einwohnern je Quadratkilometer.
Die am dünnsten besiedelte Gemeinde in Deutschland ist Wiedenborstel in Schleswig-Holstein, in der 10 Einwohner auf 4,52 Quadratkilometer kommen. Die Einwohnerdichte beträgt somit 2 Einwohner pro Quadratkilometer. Diese Gemeinde besteht aus einem Gut, eingebettet in ein Waldgebiet.
Das am dichtesten besiedelte Flächenland in Deutschland ist Nordrhein-Westfalen (529 Einwohner pro Quadratkilometer), vor dem Saarland (394 Einwohner je Quadratkilometer) Baden-Württemberg (314 Einwohner je Quadratkilometer) und Hessen (297 Einwohner je Quadratkilometer). Das am dünnsten besiedelte ist Mecklenburg-Vorpommern (68 Einwohner pro Quadratkilometer).
Die vom Monitor der Siedlungs- und Freiraumentwicklung (IÖR-Monitor) veröffentlichte rasterbasierte Darstellung zur Bevölkerungsdichte zeigt, wie die Karte zur Einwohnerdichte auf Kreisbasis, ein deutliches West-Ost-Gefälle hinsichtlich der Besiedlungsstruktur. Dieses Gefälle resultiert vor allem aus der stärkeren Besiedelung Westdeutschlands nach dem Ende des Zweiten Weltkrieges und der Abwanderung aus den ostdeutschen Ländern nach der Wiedervereinigung. Während die Karte zur Einwohnerdichte nur bis auf die Kreisebene verdichtet werden kann, lässt die Rasterkarte auf Basis des Zensus 2011 (Statistisches Bundesamt) eine genauere Verortung von Bevölkerungskonzentrationen und ein Erkennen weiterer räumlicher Muster zu. Eine Darstellung des neuen „Speckgürtels“ rund um Berlin ist zum Beispiel über die Rasterdarstellung wesentlich detaillierter möglich. Das einst ausgeprägte „Hufeisen“, also das hufeisenförmige Gebiet dichter Besiedlung vom Oberrhein, über den Rhein, Ruhr, Hannover, gen Magdeburg bis Chemnitz ist heute weniger ausgeprägt als noch 1990.

#### Österreich

Bevölkerungsdichte in Österreich nach Bundesländern

Die fünf österreichischen Großstädte (mehr als 100.000 Einwohner) sind nach der Bevölkerungsdichte (Personen/km²) wie folgt gereiht, dabei wurden die Nebenwohnsitze nicht miteinbezogen:
1. Wien: 4889 je Quadratkilometer
2. Salzburg: 2402 je Quadratkilometer
3. Graz: 2393 je Quadratkilometer
4. Linz: 2225 je Quadratkilometer
5. Innsbruck: 1263 je Quadratkilometer

Der am dichtesten besiedelte Wiener Gemeindebezirk ist Margareten, in dem auf 2,03 Quadratkilometern 54.581 Personen wohnen – das sind 26.887 pro Quadratkilometer. An zweiter Stelle folgt die Josefstadt, die mit 22.240 Einwohner pro Quadratkilometer ebenfalls einen Wert über 20.000 erreicht.

#### Schweiz

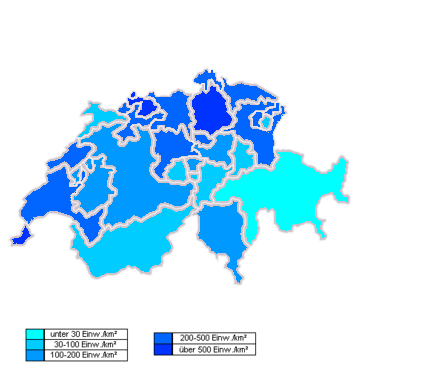
Bevölkerungsdichte in der Schweiz nach Kantonen

Der Kanton Basel-Stadt weist mit 5326 Einwohnern pro Quadratkilometer die höchste Dichte auf, Graubünden mit 29 Einwohnern pro Quadratkilometer die niedrigste. Die Dichten der Städte sind nicht direkt vergleichbar; Genf, dessen Gemeindegebiet keine Reserven aufweist, weist eine Dichte von 12'828 Einwohnern pro Quadratkilometer auf, während beispielsweise Winterthur, das aus 40 % Wald besteht, eine Dichte von bloß 1717 Einwohnern pro Quadratkilometer aufweist.
Das Quartier Matthäus in Basel hat mit 26'068 Einwohnern pro Quadratkilometer (30. September 2021) die größte Bevölkerungsdichte der Stadt. Der Stadtkreis in Zürich mit der größten Bevölkerungsdichte ist Aussersihl (Kreis 4) mit 10'012 Einwohnern pro Quadratkilometer (31. Dezember 2020).

#### Liechtenstein
Von den elf Gemeinden im Fürstentum Liechtenstein hat Mauren mit 602 Einwohnern je Quadratkilometer die höchste Bevölkerungsdichte. Die Gemeinde Triesenberg weist mit 89 Einwohnern je Quadratkilometer die niedrigste Einwohnerdichte aller Gemeinden auf.

### Inseln
Die nur etwa 1,2 Hektar große kolumbianische Insel Santa Cruz del Islote weist rechnerisch eine Bevölkerungsdichte von etwa 100.000 Einwohnern pro Quadratkilometer auf. Unter den großen Inseln der Erde hat das indonesische Java mit über 1000 Einwohnern je Quadratkilometer die höchste Bevölkerungsdichte.

## Weltkarte und Aussagekraft
Bevölkerungsdichte auf der Erde 2005
Kopie dieser Karte „frei verschiebbar“ im Großformat (1,1 MB) mit gleichzeitig sichtbarer Legende
Die Aussagekraft des Bevölkerungsdichte-Wertes wird oft als gering betrachtet, da sie eine Durchschnittszahl für eine willkürlich festgelegte Fläche darstellt. Sie gibt keinen Aufschluss über die unterschiedliche Bevölkerungsdichte aufgrund geographischer Besonderheiten, wie z. B. unbewohnbare Gebiete. Für Länder mit einem hohen Anteil an Wüsten oder Gebirgen, wie zum Beispiel Ägypten, Saudi-Arabien oder die Volksrepublik China und die Mongolei, kann die Zahl daher im Vergleich mit anderen Ländern irreführend sein. Genauer wäre in diesem Fall die Besiedlungsdichte, bei der man sich nur auf die theoretisch besiedelbare oder tatsächlich besiedelte Fläche bezieht.
Diese Einschränkung gilt ebenso für Städte: Die auf die Gemarkungsfläche bezogene Bevölkerungsdichte einer Stadt oder Gemeinde hängt sehr davon ab, wie groß der Anteil der nicht besiedelten Flächen ist: Große Wald- und Ackerflächen im Bereich der Gemarkung reduzieren die durchschnittliche Bevölkerungsdichte; dabei können die Bewohner der Stadtteile durchaus dicht gedrängt leben.
Ein Extrembeispiel bildet etwa die schwedische Gemeinde Kiruna (siehe Punkt auf der Weltkarte). Hier leben 23.129 Einwohner auf 19.371 Quadratkilometern. Das entspricht 1,2 Einwohnern je Quadratkilometer. Allerdings leben davon im gleichnamigen Hauptort der Gemeinde 18.154 Einwohner bei nur 15,92 Quadratkilometern Fläche (1140 Einwohner je Quadratkilometer). 78,5 Prozent der Einwohner konzentrieren sich demzufolge auf nur 0,08 Prozent der Fläche. Demnach liegt die durchschnittliche Bevölkerungsdichte auf der Fläche außerhalb der Stadt bei nur 0,26 Einwohnern je Quadratkilometer.
Die meisten Weltkarten zur Bevölkerungsdichte basieren auf statistischen Angaben für länderspezifische Flächeneinheiten. Das können recht kleine Flächen sein wie die Kreise und Städte Deutschlands oder aber sehr große wie ganze Staaten (siehe Karte in der Einleitung). Je größer diese Einheiten sind und je unterschiedlicher die Größe im Vergleich zu anderen Ländern, desto stärker wird das Kartenbild verfälscht. Obgleich die abgebildete Karte – die auf Daten des Center for International Earth Science Information Network (CIESIN) der Columbia University New York basiert – für viele Länder engmaschige Werte relativ kleiner Flächen darstellt, gibt es daneben aufgrund fehlender detaillierterer Daten große Flächen, die nur mit einem Durchschnittswert abgebildet werden (beispielsweise Serbien).
Eine Möglichkeit zur besseren Vergleichbarkeit ist die kleinräumige Betrachtung der Bevölkerungszahl in Gitterzellen eines standardisierten Rasters, beispielsweise nach der INSPIRE-Spezifikation. Hierbei spielen administrative Grenzen keine Rolle mehr.